# Бауман, Александр
Александр Бауман (нем. Alexander Baumann; 7 февраля 1814, Вена, Австрийская империя — 25 декабря 1857, Грац) — австрийский поэт, драматург, либреттист, популярный композитор народных песен и романсов на нижнеавстрийском диалекте.

## Биография
Образование получил в Вене. Поступил на государственную службу и в 1856 году был чиновником при архиве рейхсрата.
Автор ряда комедий, поставленных в Немецком театре Вены (1849), среди них:
- «Die beiden Ärzte»,
- «Die unnöthigen Intriguen»,
- «Liebschaftsbriefe»,
- «Er darf nicht fort» и др.

Свои произведения писал на местном венском наречии («weanerisch»).
Кроме того, ему принадлежат:
- «Beiträge für das deutsche Theater» (Вена, 1849);
- «Singspiele aus den österr. Bergen» (Вена, 1850)
- сборники народных песен на венском наречии: «Gebirsbleamein» (8 выпусков) и «Aus der Heimat. Lieder und Gedichte in der österr. Mundart» (Берлин, 1857).

Он также автор музыкальных композиций для большинства из своих песен и романсов.
Похоронен на кладбище Святого Марка в Вене. В 1909 г. останки перезахоронены на Центральном кладбище.